# Mangunan Lor
Mangunan Lor is een bestuurslaag in het regentschap Demak van de provincie Midden-Java, Indonesië. Mangunan Lor telt 1435 inwoners (volkstelling 2010).